# Хыртопул-Маре
Хыртопул-Маре, Гыртопул-Маре (рум. Hîrtopul Mare, «Большой Гыртоп») — село в Криулянском районе Молдавии. Является административным центром коммуны Большой Хыртоп, включающей также село Малый Хыртоп.

## История

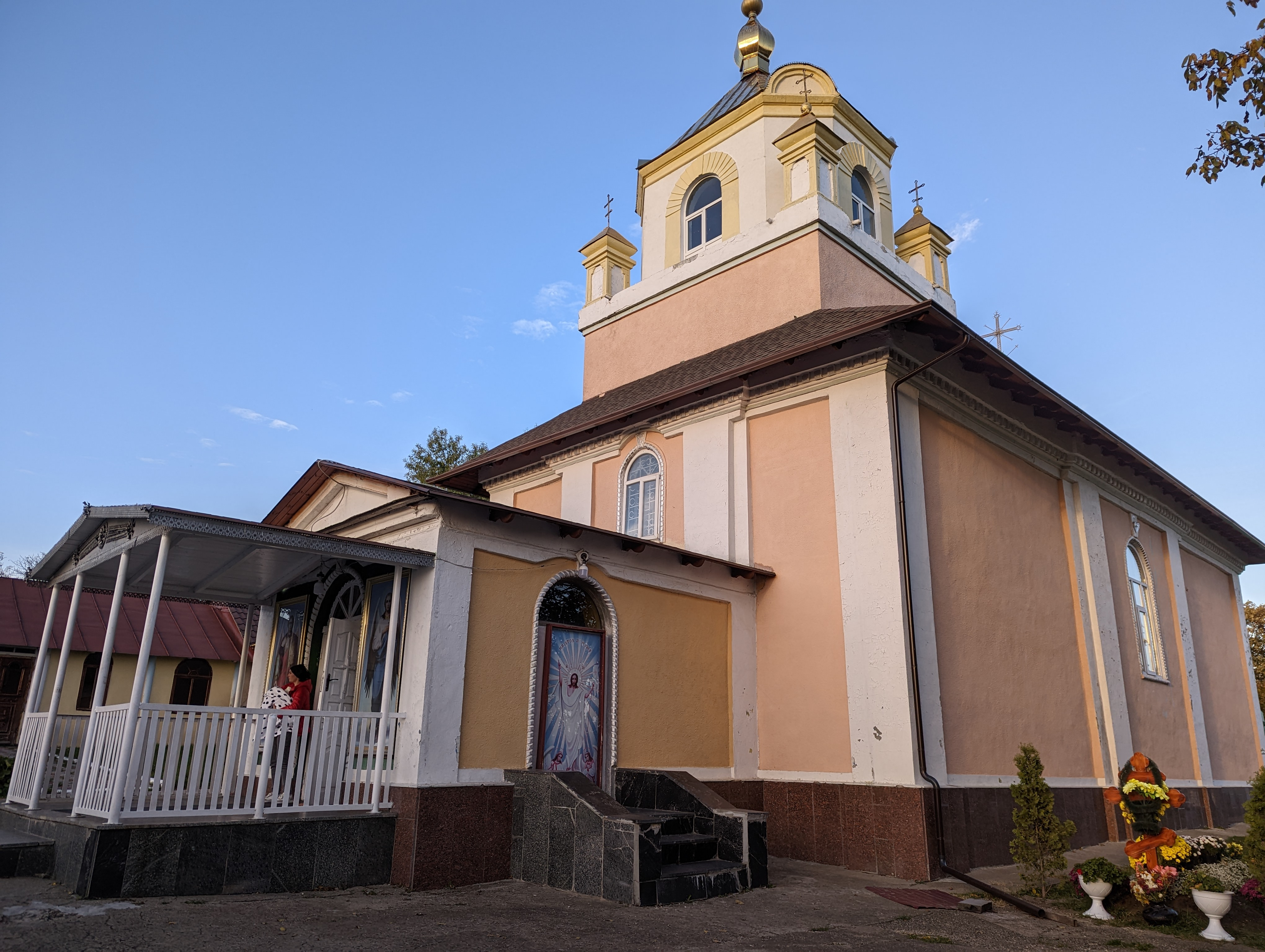
Церковь Михаила Архангела

Согласно Спискам населенных мест Бессарабской губернии за 1859 год, Гыртопул-Маре (Гертоп-Маре) — резешское село при колодце в 303 двора. Население составляло 1070 человек (583 мужчины, 487 женщин). Село входило в состав Оргеевского уезда Бессарабской губернии. Имелась одна православная церковь.
По данным справочника «Волости и важнейшие селения Европейской России» за 1886 год, Гыртопул-Маре — село при урочищах Шабана, Пояна и Котельнич с 280 дворами и 1678 жителями, административный центр Гертопской волости Оргеевского уезда.

## География
Село расположено на высоте 194 метров над уровнем моря.

## Население
По данным переписи населения 2004 года, в селе Хыртопул-Маре проживает 2483 человека (1237 мужчин, 1246 женщин).
Этнический состав села:
| Национальность | Число жителей | Процентный состав |
| -------------- | ------------- | ----------------- |
| молдаване      | 2459          | 99.03             |
| румыны         | 10            | 0.4               |
| украинцы       | 4             | 0.16              |
| русские        | 4             | 0.16              |
| гагаузы        | 2             | 0.08              |
| болгары        | 1             | 0.04              |
| прочие         | 3             | 0.12              |
| Всего          | 2483          | 100%              |